# Отнесени от вихъра
 Тази статия е за романа на Маргарет Мичъл.  За филма вижте Отнесени от вихъра (филм).  
„Отнесени от вихъра“ (на английски: Gone with the Wind) е роман от 1936 година на американската писателка Маргарет Мичъл.
Действието се развива в Джорджия по време на Американската гражданска война, като главната героиня Скарлет О'Хара, разглезена дъщеря на местен плантатор, се опитва да се справи с бурните обществени промени и заплахата от бедност и глад.
„Отнесени от вихъра“ бързо се превръща в бестселър, авторката Маргарет Мичъл получава награда „Пулицър“, а през 1939 година по романа е заснет високобюджетният едноименен епос.